# Custo médio
Em economia, o custo médio ou custo unitário.  é igual ao custo total dividido pelo número de bens produzidos (a quantidade de saída, Q) Também é igual à soma da média dos custos variáveis (custos variáveis totais divididos por Q) mais os custos fixos médios (total dos custos fixos dividido por Q). Custos médios podem ser dependentes do tempo considerado oscilações na produção no curto prazo, por exemplo. Os custos médios afetam a curva de oferta e são um componente fundamental na definição da oferta e da demanda.
A equação de custo médio será então:
{\displaystyle Cme={\frac {CT}{Q}}}

## Custo médio em curto prazo
Em curto prazo, o custo médio pode variar em relação à quantidade produzida, a menos que os custos fixos sejam constantes e os custo variáveis sejam zero. A curva de custo pode ser plotada, com os custo estando no eixo-y e quantidade no eixo-x. Os custos marginais são muitas vezes indicadas nos gráficos, como representando o custódia última unidade produzida em cada ponto; os custos marginais são a primeira derivada do total ou custos variáveis.
A curva de custo médio típico terá a forma de um U, porque os custos fixos são todos os incorridos antes de qualquer produção ocorrer e os custos marginais são tipicamente aumentados, por causa da diminuição da produtividade marginal. Neste caso "típico", para baixos níveis de custos marginais de produção os custos médios são inferiores, por isso os custos médios são decrescentes com o aumento da quantidade. Uma curva de custo marginal crescente cruzará o ponto mínimo do U (curva de custo médio em seu mínimo), após o ponto em que a curva de custo médio começa a inclinação para cima. Para novos aumentos na produção para além deste mínimo, o custo marginal estará acima dos custos médios, e os custos médios estarão aumentando à medida que aumenta a quantidade.

## Custo médio em longo prazo
A longo prazo a curva de custo médio pode ser inclinada para cima ou inclinada para baixo, ou seja, negativamente inclinada em níveis relativamente baixos de produção e de inclinação ascendente em níveis relativamente altos de produção, na qual a inclinação de custo médio no longo prazo é zero. O caso típico da da curva de custo médio em longo prazo é a curva estando na forma de U, por definição, refletindo retornos crescentes de escala onde os retornos são negativamente inclinados e diminuindo a escala onde são positivamente inclinados.
Se há empresas concorrendo perfeitamente em todos os mercados de instrumes e, assim, o preço por unidade entre todas as entradas das empresas não são por afetos amorosos pela quantidade de fedor das compras de outras empresas, então pode ser mostrado que em um determinado nível de produção, as empresas tem economias de escala (ou seja, estão operando em região inclinada negativa da curva de custo médio de longo prazo) se, e somente se, tiver retornos crescentes de escala. Da mesma forma, existem deseconomias de escala (estão operando em uma região de inclinação positiva da curva de custo médio de longo prazo) se, e somente se, existem retornos decrescentes de escala, e não há nem economias nem deseconomias de escala se tem retornos constantes de escala. Neste caso, com a concorrência perfeita no mercado, o equilíbrio de produção do mercado de longo prazo irá envolver todas as empresas que operam no ponto mínimo de suas curvas de longo prazo custo médio (ou seja, na fronteira entre as economias e deseconomias de escala).
Se, no entanto, a empresa não é um concorrente perfeita nos mercados de entrada, em seguida, as conclusões acima são modificadas. Por exemplo, se existem retornos crescentes de escala em alguns níveis de produção, mas a empresa é tão grande em um ou mais mercados de insumos que se aumentasse suas aquisições de insumos, elevasse o custo por unidade produzida, em seguida, a empresa poderia ter deseconomias de escala que a obrigaria a abandonar o mercado. Por outro lado, se a empresa é capaz de obter descontos em massa para aquisição de seus insumos, então ela poderia ter economias de escala em alguns níveis de produção, mesmo que tenha rendimentos decrescentes na produção nesse intervalo de tempo.
Em alguns setores, o CMeLP é sempre decrescente (economias de escala existirem indefinidamente). Isto significa que a maior empresa tende a ter uma vantagem de custo, e o setor em que opera tende naturalmente a se tornar um monopólio e, portanto, é chamado de um monopólio natural. Monopólios naturais tendem a existir em indústrias com altos custos de capital em relação aos custos variáveis, tais como abastecimento de água e fornecimento de eletricidade.
No longo prazo, o custo médio é o custo unitário de produção, quando todos os custos são variáveis. A suposição de comportamento é que a empresa escolherá a combinação de insumos que irá produzir e a quantidade desejada ao menor custo possível. quantidade